# Velika nagrada San Sebastiána 1926
Velika nagrada San Sebastiána 1926 je bila tretja dirka Svetovnega konstruktorskega prvenstva v sezoni 1926. Odvijala se je 18. julija 1926 na dirkališču Circuito Lasarte. Dirkači Delaga so bili kljub pogostim menjavam opečeni po nogah zaradi novo zasnovanega izpušnega sistema, ki je bil speljan pod dirkalnikom, tudi mimo mesta, kjer so imeli dirkači noge.

## Rezultati

### Dirka
| Poz | Št | Dirkač                                   | Dirkalnik   | Krogi | Čas/Odstop | Št. m. |
| --- | -- | ---------------------------------------- | ----------- | ----- | ---------- | ------ |
| 1   | 2  | Jules Goux                               | Bugatti 39A | 45    | 6:51:52    | 1      |
| 2   | 7  | Edmond Bourlier Robert Senechal          | Delage 155B | 45    | 6:59:42    | 6      |
| 3   | 10 | Meo Costantini                           | Bugatti 39A | 45    | 7:28:18    | 5      |
| 4   | 21 | Andre Morel Louis Wagner Edmond Bourlier | Delage 155B | 40    | +5 krogov  | 3      |
| 5   | 18 | Ferdinando Minoia                        | Bugatti 39A | 40    | +5 krogov  | 4      |
| NC  | 15 | Robert Benoist Robert Senechal           | Delage 155B | 30    | +15 krogov | 2      |

- Najboljši štartni položaj: Jules Goux (žreb)
- Najhitrejši krog: Louis Wagner 8:53.5